# Mount Trimpi
Mount Trimpi är ett berg i Antarktis. Det ligger i Västantarktis. Argentina, Chile och Storbritannien gör anspråk på området. Toppen på Mount Trimpi är 1 250 meter över havet.
Terrängen runt Mount Trimpi är huvudsakligen lite kuperad. Trakten är obefolkad. Det finns inga samhällen i närheten.